# Кларінгтон (Огайо)
Кларінгтон (англ. Clarington) — селище (англ. village) в США, в окрузі Монро штату Огайо. Населення — 280 осіб (2020).

## Географія
Кларінгтон розташований за координатами 39°46′34″ пн. ш. 80°52′6″ зх. д. / 39.77611° пн. ш. 80.86833° зх. д. (39.776232, -80.868396).  За даними Бюро перепису населення США в 2010 році селище мало площу 3,21 км², з яких 2,95 км² — суходіл та 0,26 км² — водойми.

### Клімат
| Клімат : Кларінгтон   | Клімат : Кларінгтон | Клімат : Кларінгтон | Клімат : Кларінгтон | Клімат : Кларінгтон | Клімат : Кларінгтон | Клімат : Кларінгтон | Клімат : Кларінгтон | Клімат : Кларінгтон | Клімат : Кларінгтон | Клімат : Кларінгтон | Клімат : Кларінгтон | Клімат : Кларінгтон | Клімат : Кларінгтон |
| Показник              | Січ.                | Лют.                | Бер.                | Квіт.               | Трав.               | Черв.               | Лип.                | Серп.               | Вер.                | Жовт.               | Лист.               | Груд.               | Рік                 |
| Середній максимум, °C | 5,6                 | 6,7                 | 13,3                | 18,9                | 24,4                | 27,8                | 30,0                | 29,4                | 27,2                | 20,6                | 12,2                | 6,1                 | 18,3                |
| Середній мінімум, °C  | −5,6                | −5,6                | −0,6                | 3,9                 | 9,4                 | 13,9                | 16,1                | 16,1                | 12,2                | 5,6                 | 0,0                 | −3,9                | 5,0                 |
| Норма опадів, мм      | 94                  | 79                  | 99                  | 97                  | 107                 | 109                 | 114                 | 102                 | 76                  | 74                  | 76                  | 84                  | 1110                |
| --------------------- | ------------------- | ------------------- | ------------------- | ------------------- | ------------------- | ------------------- | ------------------- | ------------------- | ------------------- | ------------------- | ------------------- | ------------------- | ------------------- |
| Джерело: Weatherbase  |                     |                     |                     |                     |                     |                     |                     |                     |                     |                     |                     |                     |                     |

## Демографія
Згідно з переписом 2010 року, у селищі мешкали 384 особи в 165 домогосподарствах у складі 107 родин. Густота населення становила 120 осіб/км².  Було 186 помешкань (58/км²).
Расовий склад населення:
| - 96,9 % — білих - 1,0 % — чорних або афроамериканців |

До двох чи більше рас належало 2,1 %. Частка іспаномовних становила 0,3 % від усіх жителів.
За віковим діапазоном населення розподілялося таким чином: 23,4 % — особи молодші 18 років, 61,2 % — особи у віці 18—64 років, 15,4 % — особи у віці 65 років та старші. Медіана віку мешканця становила 40,3 року. На 100 осіб жіночої статі у селищі припадало 80,3 чоловіків;  на 100 жінок у віці від 18 років та старших — 90,9 чоловіків також старших 18 років.
Середній дохід на одне домашнє господарство  становив 54 639 доларів США (медіана — 39 583), а середній дохід на одну сім'ю — 63 556 доларів (медіана — 47 222). Медіана доходів становила 40 000 доларів для чоловіків та 28 750 доларів для жінок. За межею бідності перебувало 17,2 % осіб, у тому числі 23,2 % дітей у віці до 18 років та 13,9 % осіб у віці 65 років та старших.
Цивільне працевлаштоване населення становило 163 особи. Основні галузі зайнятості: освіта, охорона здоров'я та соціальна допомога — 26,4 %, виробництво — 12,9 %, роздрібна торгівля — 9,8 %, сільське господарство, лісництво, риболовля — 9,2 %.